# ГЕС Муратлі
ГЕС Муратлі – гідроелектростанція на північному сході Туреччини. Знаходячись між ГЕС Borçka (вище по течії) та ГЕС Кірнаті (Грузія), входить до складу каскаду на річці Чорох, яка впадає до Чорного моря біля грузинського міста Батумі.
В межах проекту річку перекрили земляною греблею з асфальтовим облицюванням висотою 100 метрів (від фундаменту, висота від дна річки – 44 метри) та довжиною 438 метрів, яка потребувала 2 млн м3 матеріалу (крім того, під час спорудження комплексу провели екскавацію 5 млн м3 породи та використали 0,4 млн м3 бетону). На час будівництва воду відвели за допомогою двох тунелів довжиною по 0,35 км. Гребля утримує водосховище з площею поверхні 4,1 км2 та об’ємом 74,8 млн м3 (корисний об’єм 19,8 млн м3), в якому припустиме коливання рівня у операційному режимі між позначками 91 та 96 метрів НРМ.
У пригреблевому машинному залі встановили дві турбіни типу Френсіс потужністю по 57,5 МВт, які при напорі у 37 метрів повинні забезпечувати виробництво 444 млн кВт-год електроенергії на рік.